# Club Atlético San Antonio de Padua

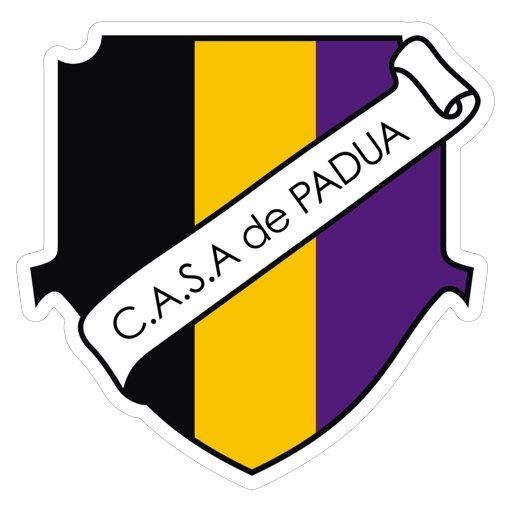
Logo del Club Atlético San Antonio de Padua

## Club Atlético San Antonio de Padua (CASA de Padua)
El Club Atlético San Antonio de Padua, conocido popularmente como CASA de Padua, es una institución deportiva, social y cultural ubicada en San Antonio de Padua, partido de Merlo, Buenos Aires, Argentina. Fue fundado el 12 de diciembre de 1926 como un equipo de fútbol bajo el nombre de Club Lancaster, adoptando su denominación actual dos años después, en 1928. Su sede social se encuentra en la calle Independencia 725, barrio Landaburu.

## Historia
El club fue fundado por un grupo de vecinos compuesto por Saverio Pagnotta, José Santos Farris, Manuel Ramón, Carlos y Juan Hermida, "Tito" Juinsse, Guillermo Baldatti, Enrique Oltruba, Alvarado, Espinosa y Arce. Ante la necesidad de contar con camisetas propias, los fundadores solicitaron ayuda al cercano Ituzaingó Golf Club, cuyos socios confeccionaron las camisetas con los colores representativos del club: amarillo, negro y violeta.

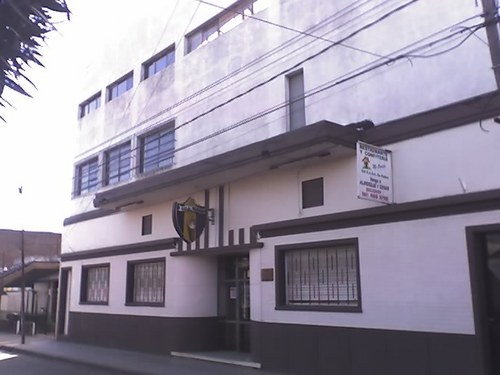
Foto antigua de la sede ubicada en la calle Independencia.

Desde sus inicios, CASA de Padua se constituyó como una institución barrial que promovía la práctica de diversos deportes y actividades sociales y culturales, destacándose especialmente los bailes y festejos de carnaval. Con el paso del tiempo, disciplinas como bochas y básquet jugaron un papel importante en la vida del club.
En 1981, CASA de Padua incorporó el rugby a sus actividades al recibir a la escuadra del Padua Rugby Club, un equipo fundado en 1955 que se disolvió debido a disensiones internas. En 1995, el equipo de rugby del club logró ascender a la primera división de la Unión de Rugby de Buenos Aires (URBA). Sin embargo, en 2013, los equipos de rugby y hockey se separaron del club para formar la entidad independiente CASA de Padua Rugby.

## Misión y visión
El club es una institución sin fines de lucro que aspira a crecer como espacio social, deportivo y cultural, con un fuerte arraigo en la comunidad y un sentido de pertenencia entre sus miembros. Su visión es ser una institución líder en la zona oeste del Gran Buenos Aires, bajo un modelo innovador de gestión que atienda los desafíos actuales de la sociedad, respetando valores y comprometiéndose con la comunidad. Busca disponer de infraestructura acorde a las necesidades de sus socios y alcanzar el máximo nivel en cada disciplina desarrollada.

## Valores
El club se rige por valores fundamentales como el respeto, la solidaridad, el compromiso, la responsabilidad, la honestidad, la credibilidad y la cooperación.

## Organización
La institución está dirigida por una Comisión Directiva compuesta por un presidente, vicepresidente, secretario, prosecretario, tesorero, protesorero y cuatro vocales titulares. Cada disciplina deportiva cuenta con una subcomisión integrada por padres o allegados, que actúan como nexo con la Comisión Directiva.

## Deportes y actividades
CASA de Padua ofrece una amplia variedad de actividades deportivas y recreativas para todas las edades, entre las que se incluyen:
- Aikido
- Aquagym
- Básquet
- Entrenamiento funcional y GAP
- Escuelita de fútbol
- Gimnasia rítmica
- Judo
- Natación
- Pelota paleta
- Pilates
- Taekwondo
- Telas y acrobacia aérea
- Tenis con paleta
- Tenis de mesa
- Vóley
- Zumba
- Yoga
- Colonia de vacaciones en verano

## Personajes destacados
A lo largo de casi un siglo, CASA de Padua ha formado deportistas destacados, especialmente en básquet. Entre ellos se encuentran:
- Juan Manuel López: jugador de Liga Nacional y selección nacional.
- Florencia Chagas: integrante del equipo argentino de baloncesto 3x3 femenino en los Juegos Olímpicos de la Juventud 2018; primera argentina seleccionada para el Draft de la WNBA (2021); miembro actual de la selección femenina argentina; participante en la FIBA AmeriCup 2023 y Campeonato Sudamericano 2024.
- Rocío Pérez: jugadora de la selección nacional mayor y parte del plantel que obtuvo el histórico bronce en el Mundial U19 de 2009; entrenadora y referente del básquet femenino argentino, integrante del cuerpo técnico nacional.
- Entrenadores referentes como Fabio Bonald, Julián Musi, Santiago Petersen, Juan Ignacio González, Fausto Pertuzzo y Francisco Pirani.

## Instalaciones
La sede social, ubicada en Independencia 725, cuenta con amplios espacios para la práctica deportiva y actividades sociales:
- Gimnasio 1 (básquet federativo)
- Gimnasio 2 (vóley federativo y gimnasia rítmica)
- Gimnasios 3 y 4 (usos múltiples, techados)
- Salón de usos múltiples (SUM)
- Salón parrilla
- Playón de usos múltiples (tenis criollo)
- Buffet y salón para eventos
- Gimnasio para pilates
- Tatami para artes marciales
- Natatorio techado y calefaccionado
- Cancha de fútbol con césped sintético

## Ampliación y modernización
El club se encuentra actualmente en un proceso de ampliación edilicia, construyendo un microestadio cerrado para básquet, vóley y usos múltiples, equipado para la realización de encuentros decisivos de diversos deportes, así como para futuros eventos recreativos y culturales. Esta infraestructura permitirá al club ofrecer un espacio versátil y moderno a la comunidad.
Además, CASA de Padua está en una etapa de actualización tecnológica, planificando mejorar el control de acceso mediante la implementación de un software avanzado de gestión de socios, molinetes para un mejor control de acceso, etc. Paralelamente, se está desarrollando una página web con tecnologías de última generación que funcionará como un hub de información, complementado con una activa presencia en redes.